# 塚原晢夫
塚原 晢夫（つかはら せつお、1921年3月15日 - 1978年12月10日）は、日本の作曲家。

## 概要
日本統治時代の朝鮮京城府（現在のソウル特別市）出身。作曲を池内友次郎、信時潔、橋本国彦、アーロン・コープランドに、指揮を金子登、斉藤秀雄に師事。1951年にNHK音楽コンクール作曲の部で交響組曲「異国の踊り子」が1位となる。1964年には交響絵巻「くもの糸」でイタリア放送協会賞を受賞した。
1953年にツカハラ・オーケストラ・シンフォニックを結成。ミュージカル、ラジオ、テレビ、映画音楽等の分野で広く活動した。1972年には朝日ジュニアオーケストラ（現在のジュニア・フィルハーモニック・オーケストラ）を結成、青少年の指導に尽力する。ジュニア・フィルハーモニック・オーケストラのリハーサル（練習していたのはベートーヴェンの交響曲第九番であったという）中に倒れ、急逝した。

## 主な作品

### オーケストラ作品
- 交響組曲「異国の踊り子」(1951)
- 組曲「死の島・歓喜の島」(1953)
- チェロとオーケストラのためのエクスタシー(1957)
- ピアノ協奏曲(1958)
- 交響曲第一番「神話」(1961)
- 交響絵巻「くもの糸」(1964)

### 室内楽
- 弦楽トリオ(1943)
- ピアノ・トリオ(1944)
- 室内管弦楽(1962)

他

### 吹奏楽作品
- 吹奏楽のための幻想曲「移り気な五度のムード」(1968年度全日本吹奏楽コンクール課題曲)
- 太陽のマーチ(1969)
- ファンファーレ「華美」(1968)
- ファンファーレ「威厳」(1968)
- オリンピック・TBSのための(1968)

他

### 音楽担当作品

#### 映画音楽
- さらばラバウル(1954)
- 少年姿三四郎(1954) [3]
- 黒い潮(1954、山村聰監督)
- 暖流(1957、増村保造監督)
- くちづけ(1957、増村保造監督)
- 巨人と玩具(1958、増村保造監督)
- 氾濫(1959)
- 最高殊勲夫人(1959、増村保造監督)
- 美貌に罪あり(1959)
- 濡れ髪牡丹(1961)
- 風と雲と砦 (1961)
- 大菩薩峠 完結篇 (1961)
- 好色一代男(1961)
- おけさ唄えば(1961)
- 中山七里(1962、池広一夫監督) [4]
- 博徒ざむらい (1964年)
- 赤い手裏剣 (1965年)
- 兵隊やくざ脱獄(1966)

他

#### テレビアニメ
- 海底少年マリン(1969)